# Осроена
Эде́сское ца́рство, также Орроенское или Осроенское; Осрое́на (др.-греч.  Ὀσροήνη), — государство, существовавшее на территории западной, преевфратской области Месопотамии в 132 до н. э. — 244 гг., населённое преимущественно арамеями с примесью греков и парфян. Большинство правителей Осроены были арабского происхождения.

## Основание
Осрое́ной в древности называлась западная часть Месопотамии, главным городом которой была Эдесса. После распада империи Александра Македонского Осроена вошла в состав царства Селевкидов. В 132 году до н. э. она провозгласила свою независимость от Антиоха VII Сидета, а в 127 году до н. э. была завоёвана арабским племенем оррои, образовавшем здесь своё царство. Вместе с тем, что касается этнического происхождения царей Абгаридов, не представляется возможным установить, были ли они арабами (на что могут указывать некоторые имена), арамеями, парфянами или армянами. Независимой Осронена была совсем недолго. Местные властители из династии Абгара и Ма’ну вынуждены были признавать над собой власть Великой Армении, Парфии и Римской империи.

## Римское владение

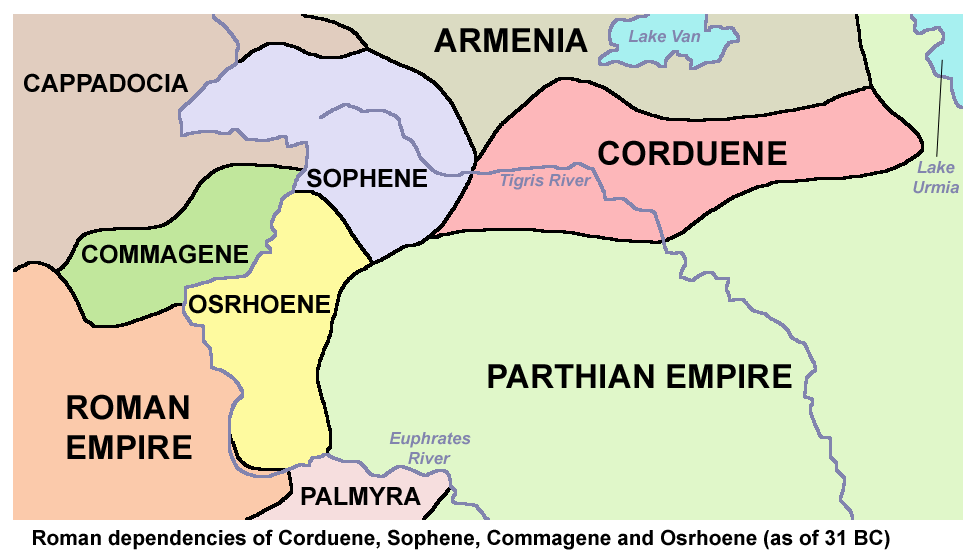
Римские зависимые территории, включая Осроену (31 г. до н. э.)

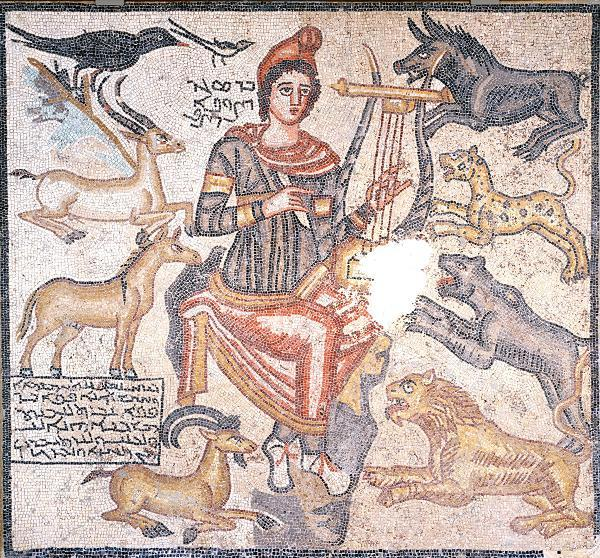
Древняя мозаика из Эдессы (II век н. э.) с надписями на арамейском языке

Царство Осроена (серый оттенок) и прилегающие регионы в I веке нашей эры

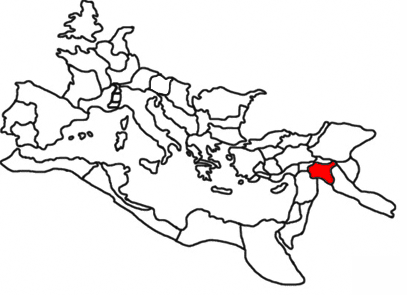
Осроена в составе Римской империи, 117 год

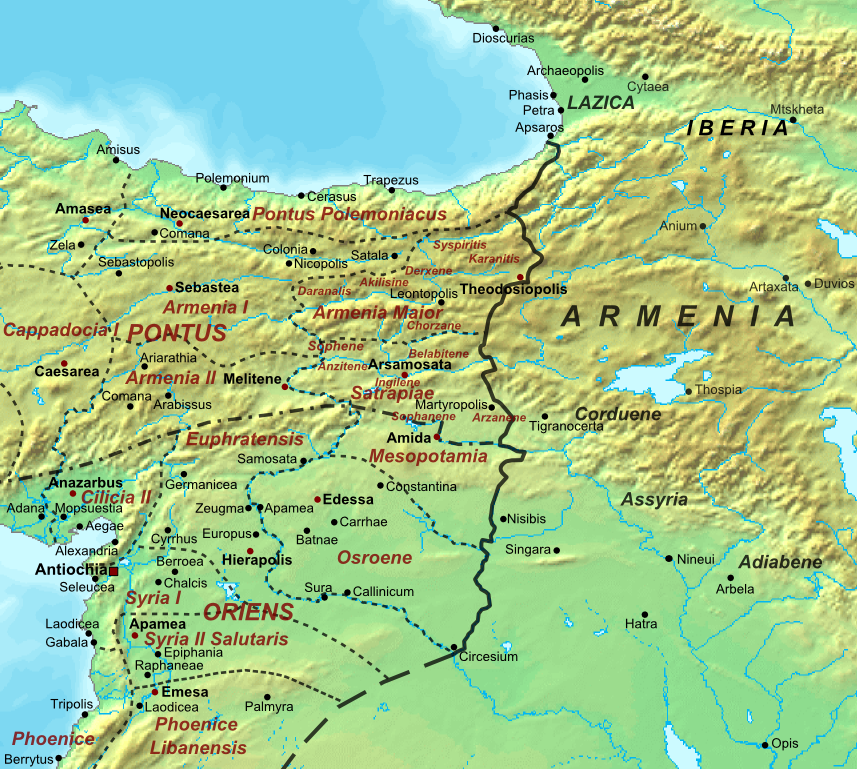
Карта, показывающая провинции Восточной Римской империи, в том числе Осроену, в V веке

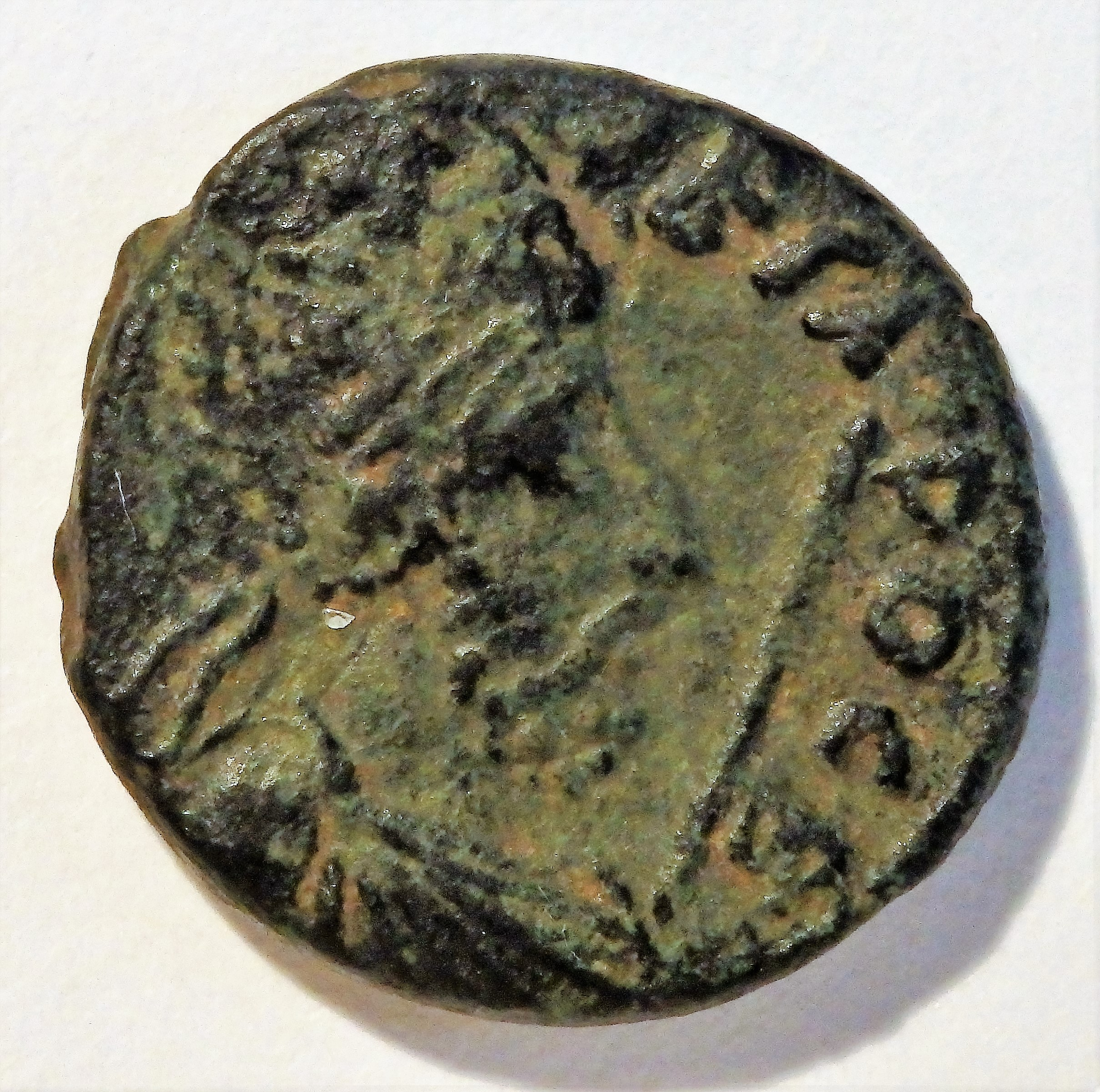
Монета царя Абгара, правившего в Осроене во время правления римского императора Септимия Севера (193—211 гг.)

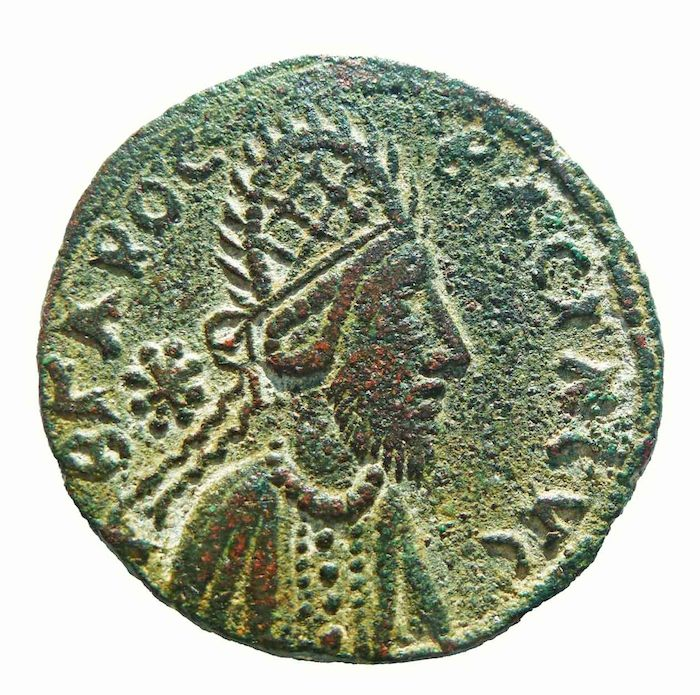
Монета царя Абгара, правившего в Осроене во время правления римского императора Гордиана III (238—244)

При Абгаре I Осроена некоторое время входила в состав армянской державы Тиграна II Великого. Его преемник, Абгар II, поддерживал римлян в их войне против Парфии, которая вспыхнула в 54 году до н. э. Римские источники утверждали, что именно он был главным виновником тяжелого поражения Красса летом 53 года до н. э. в битве при Каррах. Вопреки мнению армянского царя Артавазда II, который предлагал для вторжения в Парфию окружный путь через Армению, Абгар советовал, чтобы римская армия шла напрямик — через безлюдную месопотамскую степь. В результате римская армия была окружена парфянской конницей и полностью уничтожена. После этой победы Абгар II был казнён по приказу парфянского царя.
При Абгаре VII, который правил в начале II века, при императоре Траяне, началась новая римско-парфянская война. Абгар один из первых перешёл на сторону римлян и выслал навстречу Траяну своего сына Ерванда. Этот юноша снискал расположение императора, и Траян решил сохранить Эдесское царство. Однако когда в 116 году Траян покинул Месопотамию, здесь вспыхнуло антиримское восстание. Абгар VII, как союзник Рима, был убит своими подданными. В 117 году Эдесса была захвачена римским войском, которое сильно разрушило город. По решению римлян царём был поставлен римский союзник — парфянский царевич Парфамаспат.
В 123 году по требованию своего отца Ороза Парфамаспат должен был оставить Эдессу, в которой (в лице Ману VII) была восстановлена прежняя арабская династия. Следующий царь, Ману VIII, во время новой римско-парфянской войны в 163 году перешёл на сторону римлян. Когда римляне смогли завладеть городом, он был отстранён от власти. Царский престол был передан арабу Ваилу. Он правил в 163—165 годах.
В 165 году Ману VIII смог вернуть власть и правил до 177 года. По мирному договору 166 года Осроена попала в вассальную зависимость от Рима. Следующий царь Абгар VIII во время гражданской войны в Риме 193—194 годов принял сторону Нигера. Когда власть досталась императору Септимию Северу, Абгар признал его власть и сохранил свой престол, однако вынужден был отправить в Рим своих детей в качестве заложников.
Преемник Абгара VIII, Абгар IX Великий, в 216 году был вызван императором Каракаллой в Антиохию, заключён в кандалы и отправлен в Рим. Осроена была превращена в римскую провинцию. Однако вскоре римляне потерпели поражение от парфян, и в Эдессе воцарился сын Абгара IX, Ману IX.

## Христианство
С принятием христианства связан апокрифический факт переписки Абгара V с Иисусом Христом. Христианство стало распространяться в Эдессе с конца II века н.э. и в результате, в начале IV века н. э., стало доминирующей религией. Впоследствии Эдесса стала важным центром раннего христианства.
Существует апокрифическая легенда, что Эдесское царство (Осроена) — первое государство в мире, принявшее христианство как государственную религию, однако для такой точки зрения не имеется достаточных оснований.

## Персидское владение
Когда в Парфии утвердилась новая персидская династия Сасанидов, они начали серию новых упорных войн с римлянами. В 242 году Осроена была захвачена Сасанидами. В том же году император Гордиан III смог отобрать у персов страну и поставил на престол Абгара X. Однако когда в 244 году Гордиан был убит, его преемник, Филипп Араб, уступил шаху Шапуру I всю римскую Месопотамию, включая и Осроену. После этого Эдесское царство прекратило своё существование.

## Цари Осроены
- Арью (132—127 гг. до н. э.)
- Абду бар Мазур (127—120 гг. до н. э.)
- Фрадхашт бар Джебар (120—115 гг. до н. э.)
- Бакру I бар Фрадхашт (115—112 гг. до н. э.)
- Бакру II бар Бакру I (112—92 гг. до н. э.)
- Ману I (4 мес. 94 гг. до н. э.)
- Абгар I Пика (94—68 гг. до н. э.)
- Абгар II Ариамн бар Абгар I (68—52 гг. до н. э.)
- Ману II Аллаха (Бог) (52—34 гг. до н. э.)
- Пакор (34—29 гг. до н. э.)
- Абгар III (29—26 гг. до н. э.)
- Абгар IV Сумака (Красный) (26—23 гг. до н. э.)
- Ману III Сафул[фр.] (23—4 гг. до н. э.)
- Абгар V Уккама (Чёрный) бар Ману III (4 г. до н. э. — 7 г.)
- Ману IV бар Ману III (7—13 гг.)
- Абгар V Уккама бар Ману III (13—50 гг.), вторично
- Ману V бар Абгар V (50—57 гг.)
- Ману VI бар Абгар V (57—71 гг.)
- Абгар VI (71—91 гг.)
- Санатрук (91—109 гг.)
- Абгар VII[англ.] бар Изад (109—116 гг.)
- междуцарствие (116—118 гг.)
- Ялур (118—122 гг.)
- Парфамаспат[англ.] сын Хосроя (118—123 гг.)
- Ману VII бар Изад (123—139 гг.)
- Ману VIII[фин.] бар Ману VII (139—163 гг.)
- Ваил бар Сахру (163—165 гг.)
- Ману VIII бар Ману VII (165—177 гг.), вторично
- Абгар VIII Великий бар Ману (177—212 гг.)
- Абгар IX Великий (Северус) бар Абгар (212—216 гг.)
- Ману IX бар Абгар IX (217—240 гг.)
- Абгар Х[арм.] Фрахад бар Ману IX (240—242 гг.)
- Абгар XI[арм.] Фрахат (242—244 гг.)